# Prodasineura autumnalis
Prodasineura autumnalis är en trollsländeart som först beskrevs av Fraser 1922.  Prodasineura autumnalis ingår i släktet Prodasineura och familjen Protoneuridae. IUCN kategoriserar arten globalt som livskraftig. Inga underarter finns listade i Catalogue of Life.